# Тюнин, Андрей Алексеевич
Андрей Алексеевич Тюнин (эст. Andrei Tjunin; 12 июня 1979, Тарту) — эстонский футболист и игрок в мини-футбол, выступавший на всех позициях в поле. Играл за сборную Эстонии по мини-футболу.

## Биография
Воспитанник тартуского футбола. Во взрослом футболе дебютировал в неполные 15 лет, сыграв в сезоне 1993/94 три матча за «Меркуур» в высшем дивизионе Эстонии. Первый матч провёл в возрасте 14 лет и 336 дней против таллинского «Динамо» и установил рекорд самого юного игрока чемпионата, в 2022 году этот рекорд побил Патрик Кристал. В ходе сезона 1995/96 перешёл в один из сильнейших клубов Эстонии того времени «Лантану» (Таллин), где стал регулярным игроком основы. Становился чемпионом (1995/96, 1996/97), бронзовым призёром чемпионата (1997/98, 1998), финалистом Кубка Эстонии (1996/97, 1997/98), играл в матчах еврокубков. В 1998 и 1999 годах также выступал за финский клуб «Нюкарлебю».
В начале 2000 года недолго играл за «Левадию» (Маарду) и «Нарва-Транс», а летом перешёл в московский «Локомотив», но играл только за резервную команду во второй лиге России. В 2001 году, выступая за таллинский ТФМК, стал серебряным призёром чемпионата Эстонии. В ходе сезона 2002 года перешёл в клуб второго дивизиона Швеции «Треллеборг», за следующие полтора года сыграл 8 матчей, а после повышения клуба в высший дивизион в 2004 году ни разу не выходил на поле.
С 2004 года снова играл на родине за «Меркуур» и «Нарва-Транс», в составе последнего в 2005 году завоевал бронзовые медали чемпионата. В 2006 году, выступая за «Мааг» (новое название «Меркуура»), выходил на поле во всех 36 матчах сезона. В первой половине 2008 года играл в высшей лиге за «Мааг-Таммеку». Затем ещё более десяти лет выступал за клубы низших лиг Эстонии, а также в начале 2020-х годов за финский клуб «Фортуна» (Хельсинки). В клубе первой лиги «СК-10» (Тарту) в 2012 году был играющим главным тренером, а в 2013 году — ассистентом Андрея Борисова.
Всего в высшем дивизионе Эстонии сыграл 189 матчей и забил 20 голов.
С 2009 года также играл за клубы по мини-футболу (футзалу) «Алексела» (Силламяэ), «Анжи» (Таллин), «Бесткредит», «Максимум-Велко» (Тарту), «Равенс» (Тарту), «Интер» (Тарту) в высшем и первом дивизионах Эстонии. В декабре 2010 — январе 2011 годов провёл 5 матчей за сборную Эстонии по мини-футболу, все эти матчи были проиграны.